# Les Sims (jeu vidéo)
Vous lisez un « article de qualité » labellisé en 2017.
Pour les articles homonymes, voir Sims.
Pour la série éponyme, voir Les Sims.
Les Sims (The Sims en anglais, SimPeople au Japon) est un jeu vidéo de simulation de vie en 3D isométrique uniquement jouable en solo, développé par le studio Maxis sous la direction de Will Wright et édité par Electronic Arts le 4 février 2000 sur PC (Windows) et le 25 juillet 2000 sur Mac OS. En 2003, il est adapté sur PlayStation 2, Xbox et GameCube, et intègre dans ces versions une perspective entièrement en trois dimensions.
Dans Les Sims, le joueur peut créer une ville et des personnages, fonder une famille, trouver un travail, et gérer sa vie. Le jeu n'a pas de fin précise, et une partie ne se termine que si toute la famille gérée par le joueur meurt. Les Sims a été l'un des premiers jeux de simulation de vie.
Le développement du jeu commence en 1997 sous la direction de Will Wright. Ni Maxis, ni EA Games ne croient à ce projet au départ, mais Wright parvient tout de même à publier Les Sims. Contrairement à toutes les attentes des éditeurs, Les Sims devient en 2001 le jeu le plus vendu de l'histoire devant Myst et garde ce titre jusqu'en 2003. Il reçoit également plusieurs titres de jeu de l'année et des récompenses.
Plusieurs extensions sont prévues dès le développement du jeu, puis commercialisées pendant les années qui suivent. En 2010, la franchise Les Sims s'est écoulée à plus de 125 millions d'exemplaires, ce qui en fait la franchise la plus vendue de l'histoire sur PC. Face au succès du jeu et de ses extensions, Les Sims est le point de départ d'une série prolifique composée de nombreuses suites, adaptations et jeux dérivés.

## Système de jeu

### Généralités
Les Sims est un jeu de simulation de famille, permettant de faire évoluer librement des personnages,. Le jeu, en 3D isométrique, utilise une technique affichant des personnages en trois dimensions intégrés dans un décor en deux dimensions. Il n'existe aucun but défini dans Les Sims, le joueur peut donc faire mener à ses Sims la vie qu'il désire,. Par le biais d'une interface graphique, le joueur peut faire évoluer ses personnages en agissant sur certains paramètres et leur attribuer des activités, mais aussi les faire interagir avec d'autres personnages. Un didacticiel de quelques minutes permet de facilement prendre le jeu en main.
La zone de jeu est limitée à un quartier de ville, dans lequel un certain nombre de parcelles vides ou occupées par une maison, sont disponibles pour y installer des familles. Les familles du quartier peuvent ensuite interagir avec la famille du joueur. Plusieurs familles pré-configurées sont déjà installées dans le quartier, mais le joueur peut créer et ajouter lui-même ses propres Sims. Au début du jeu, chaque famille a 20 000 Simflouz à sa disposition, quel que soit le nombre de membres. Ces fonds peuvent être utilisés pour acheter une petite maison ou un espace vide dans le quartier. Le joueur contrôle indirectement cette famille de Sims en donnant des directives à chaque membre de la famille ou en leur laissant leur libre arbitre. Une partie ne se termine que si toute la famille du joueur meurt. Bien que le temps s'écoule dans le jeu (une seconde dans le monde réel équivaut à une minute dans le jeu), les Sims ne vieillissent pas. Seuls les bébés deviennent des enfants, mais n'arrivent jamais au stade d'adulte.
Le jeu propose trois modes de jeu dont le principal permet au joueur de contrôler les personnages. Un mode construction permet de changer la structure de la maison et de son jardin et un mode achat offre la possibilité d'acheter et de vendre des meubles. L'espace libre est divisé en carrés, sur lesquels le joueur peut disposer des éléments. Les murs et barrières se placent au bord ou en diagonale de ceux-ci : s'ils croisent un carré, alors le meuble ne peut pas être placé. Le jeu de base contient plus de 150 objets, incluant les meubles et les éléments architecturaux. Ces objets sont répartis dans huit catégories différentes : canapés, chaises et fauteuils, surfaces, décoration, objets électroniques, électroménager, plomberie, éclairage et divers.

### Création des personnages
Une famille peut être constituée d'un à dix Sims et est identifiée par un nom de famille. Pour chaque Sims, le joueur doit définir un prénom, une biographie (optionnelle), un sexe, une couleur de peau (claire, bronzée, marron ou noire), un signe astrologique (qui influe sur le tempérament),, et un âge (enfant ou adulte). Le visage, le corps et les vêtements du Sims peuvent être personnalisés et sa personnalité est définie par cinq caractéristiques : propreté, aisance, dynamisme, fêtard et caractère.
Les Sims communiquent dans un langage fictionnel, le simlish.

### Relations sociales
Le joueur choisit les interactions du Sims avec les objets et les autres Sims. Les Sims peuvent recevoir des visiteurs, invités ou non, provenant d'autres endroits de la carte, ou étant des personnages non-jouables.
En établissant des interactions avec les autres personnages, le Sims peut construire son réseau social. Les autres habitants du quartier passent régulièrement devant la maison du Sim. Plus le Sim interagit avec un autre Sims, plus le nombre d'actions disponibles est vaste. Une jauge permet de connaître le niveau de relation avec chaque connaissance. Initialement à zéro, la jauge peut osciller entre −100 et +100. Lorsque le niveau de relation est supérieur à 50, les deux Sims deviennent amis. Sans interactions, le score diminue jusqu'à zéro. Le Sim doit donc garder de bonnes relations avec ses amis et les voir régulièrement pour les garder.
Lorsque le Sims a plus de 80 points d'amitié avec un personnage, indépendamment de son genre, certaines actions lui permettent de le séduire. Lorsque deux Sims vivent une relation suffisamment longue, une option permet de faire emménager les deux Sims ensemble. Il peut également avoir un enfant. Les enfants ont les mêmes besoins que les adultes, mais doivent aller à l'école plutôt qu'au travail. Ils peuvent alors mener une vie de couple.

### Humeur et besoins

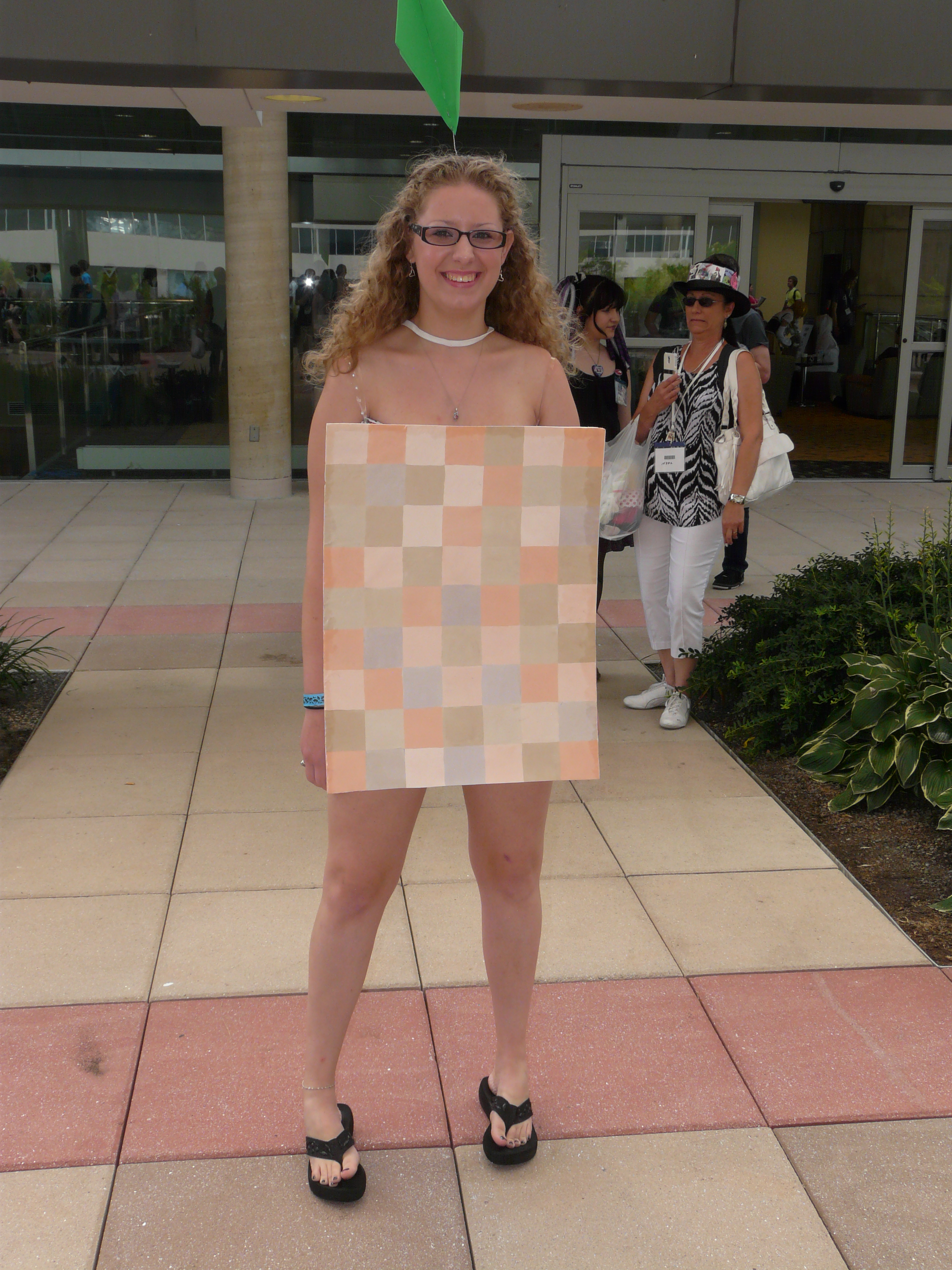
Dans les scènes sans vêtements (douche par exemple), le Sim est pixelisé pour que le jeu convienne aux enfants (cosplay à l'Otakon 2012).

Par défaut, les Sims conservent un libre arbitre qui leur permet d'effectuer des actions selon leurs besoins et leur caractère sans que le joueur n'intervienne, mais l'option peut être désactivée. Une liste de prochaines actions apparaît dans le coin de l'écran, et le joueur peut les annuler en cliquant dessus. Même avec un certain libre-arbitre, les Sims ne sont pas pleinement autonomes, le joueur doit leur faire payer leurs factures, leur trouver un emploi, leur assigner une activité sportive, ou avoir des enfants.
Huit jauges permettent d'évaluer les besoins des personnages. Elles mesurent leur appétit, leur confort, leur hygiène, leurs petits besoins, leur énergie, leurs possibilités de distractions, leur vie sociale et enfin leur besoin d'espace (et plus précisément, d'un espace bien agencé).
Les jauges des besoins se vident progressivement et les Sims peuvent les remplir en effectuant un certain nombre d'interactions avec les objets du jeu (par exemple, la télévision influe sur les distractions, la douche sur l'hygiène, le frigo sur l'appétit…) et les autres Sims (qui influent principalement sur la vie sociale et les distractions). Plus les jauges se vident, plus le Sims est malheureux. Une autre jauge permet de connaître l'humeur du Sims. Un Sims malheureux refuse d'effectuer certaines actions et a plus de mal à améliorer ses scores relationnels,. Les objets influent plus ou moins efficacement sur les besoins du Sims. En général, plus l'objet est cher, plus il remplit efficacement son rôle et comble donc plus rapidement le besoin du Sims.

### Travail
Pour remplir leurs besoins, les Sims ont besoin d'acheter de la nourriture et des meubles. Ils doivent obtenir un travail pour avoir l'argent nécessaire. Ils peuvent aussi, si leurs compétences le permettent, créer et vendre leurs œuvres d'art.
Le joueur peut choisir un parcours professionnel parmi dix options proposées. En améliorant leurs aptitudes, en partant au travail de bonne humeur, et en ayant des bonnes relations, les Sims peuvent obtenir des promotions et ainsi bénéficier d'un nouveau titre, d'horaires de travail différents et de salaires plus élevés,.
Il existe six aptitudes que le Sims peut développer en s'entraînant avec certains objets : la cuisine, la mécanique, le charisme, le physique, la logique et la créativité.
À chaque nouvel échelon professionnel, le nombre d'amis et de points d'aptitude requis augmentent. Lorsque le Sims a un travail, il a des horaires à respecter et une durée plus ou moins longue en fonction du poste occupé. Le jeu ne permet pas de suivre le Sims sur son lieu de travail ; une voiture se charge de passer le prendre à son domicile et de le ramener,,.

### Mort
S'il n'y a pas d'objectif précis au jeu, on peut perdre une partie dans Les Sims. Par exemple, les Sims peuvent mourir de faim, noyés, brûlés ou électrocutés. Quand un Sims meurt, une tombe ou une urne apparaît et le fantôme du Sims décédé peut apparaître dans sa maison.
De plus, les Sims peuvent quitter le jeu définitivement : deux Sims adultes dans une relation malsaine peuvent se disputer, et l'un d'entre eux pourra même déménager. Les enfants seront envoyés en école militaire s'ils ont des mauvaises notes, et seront emmenés par un service social si leurs besoins, en particulier leur faim, ne sont pas satisfaits,,.

## Développement

### Maxis: un concept peu convaincant

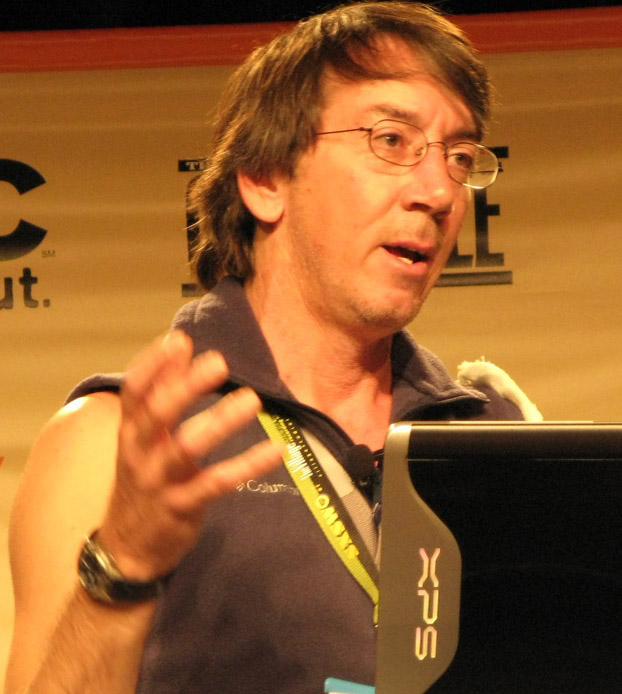
Will Wright, créateur de la série Les Sims.

Le concepteur de jeux Will Wright commence à travailler sur Les Sims après la sortie de SimAnt, en 1991. Quelques semaines après la sortie du jeu, sa maison brûle dans un grand incendie de forêt. S'installant dans une nouvelle maison, il réfléchit à la façon dont sa famille a choisi la nouvelle décoration et les nouveaux meubles du logement : il faut reconstruire toute leur vie matérielle de zéro.
À partir de cette expérience personnelle, il souhaite créer un jeu de construction de maisons,,,. Sur son Macintosh, il prépare donc un prototype de jeu intitulé Dollhouse, et parfois surnommé Home Tactics: The Experimental Domestic Simulator. Son inspiration principale lui vient du livre A Pattern Language de Christopher Alexander paru en 1977, sur l'architecture et le design urbain. Wright a en effet étudié l'architecture durant ses études. Dans Dollhouse, le joueur construit une maison, puis lance une simulation de vie dans laquelle les protagonistes sont des êtres humains, afin de voir comment ces personnages réagissent en fonction du lieu choisi. Il se rend compte que les personnages simulés sont plus intéressants que la simple construction des maisons. Wright consacre deux ans d'efforts à la création des petits personnages et à leur équilibre, pour qu'ils réussissent à interagir avec leur environnement et l'évaluer. Il affirme en interview : « J'ai passé beaucoup de temps à réfléchir à comment je pourrais rendre le comportement de ces personnages très solide, intéressant et réaliste, quel que soit l'environnement dans lequel on les place ».
En 1993, Wright présente Dollhouse à Maxis, entreprise dont il est le cofondateur, mais son projet est le seul des quatre proposés qui est refusé. En effet, Maxis ne comprend pas l'intérêt d'un jeu dans lequel les personnages ne font que reproduire les actions du quotidien,,,. Le projet est même péjorativement appelé The Toilet game chez Maxis, en référence à ce genre de tâches de la vie de tous les jours. Le jeu porte aussi le sobriquet de Project X. D'autres parts, la situation financière de l'entreprise est problématique, puisque tous les titres Sim ont échoué commercialement à l'exception du succès SimCity. Dans ce contexte, Maxis ne peut pas accepter de prendre un risque en développant un jeu aussi novateur que celui proposé par Wright. Wright commence donc à ne travailler sur ce jeu que sur son temps libre, avançant le reste du temps sur son projet principal, SimCity 2000.
À la suite de ce refus, Wright menace alors de quitter l'entreprise si on ne le laisse pas travailler sur son projet. Maxis propose donc un focus group qui se déroule en 1993, dans lequel Les Sims sont présentés aux côtés de trois autres jeux. Si les trois premiers jeux de la liste reçoivent des retours très positifs, Les Sims ne provoque que des réactions très négatives : « c'est une idée débile, jamais on ne jouerait à un truc pareil, on déteste cette idée ». Plus tard, Wright justifie cette réaction en affirmant qu'il est difficile de comprendre ce que le jeu implique, tant qu'on n'y a pas joué, comme lui-même n'avait pas compris l'intérêt de Myst avant d'y jouer, alors qu'il avait fait partie de groupes de développement dès les premières étapes de son développement.

### Electronic Arts: l'accélération du développement
Après le focus group, Wright met le projet de côté pour travailler à plein temps sur SimCity 2000. En 1995, il propose à nouveau son projet aux dirigeants qui tentent de l'annuler purement et simplement. Mais à l'époque Wright a toujours un développeur qui travaille pour lui et ses projets : Jamie Doornbos, qui deviendra ensuite le développeur en chef des Sims. Pendant les premières années du projet, Wright et Doornbos développent un système ouvert de comportement des personnages,. En 1994, Maxis change de dirigeant et déménage dans des locaux traditionnels. En juin 1994, l'entreprise entre en Bourse et lève 35 millions de dollars. Wright continue tout de même à faire travailler au total trois à quatre développeurs inoccupés sur le prototype, en parallèle de son développement de SimCity 2000 et de SimCopter,. Wright, de son côté, ne touche pas à son prototype pendant presque deux ans, jusqu'en 1997. Début 1996, la nouvelle direction de Maxis exige de sortir quatre jeux complets avant la fin de l'année, chose irréaliste avec les ressources allouées aux développeurs. Les quatre jeux sortent à temps, mais sont bâclés et obtiennent des chiffres de vente décevants.
En 1997, le producteur de jeux de simulation sportive Electronic Arts rachète Maxis. Dès la prise de pouvoir, E.A. nomme un nouveau chef du marketing chez Maxis, l'ingénieur français Luc Barthelet. Il décide de produire des versions en trois dimensions de SimCity 3000. En novembre 1997, il recrute la cheffe de projets d'Electronic Arts Lucy Bradshaw et lui demande de remettre le jeu SimCity 3000 sur la bonne voie en changeant complètement de direction, ce qui rassure Wright sur la compréhension qu'a l'entreprise de ses préoccupations. Par la suite, Barthelet devient plus sensible à l'innovation, et plus à l'écoute du projet de Wright,,. Barthele estime que Wright est alors l'un des meilleurs concepteurs et commence à recruter une équipe pour l'entourer. La direction est aussi dubitative que Maxis concernant le projet de Wright, mais alloue trois à quatre fois plus de ressources qu'auparavant. E.A. autorise le développement du projet et une équipe de cinquante personnes à Wright, quand Luc Barthelet et Lucy Bradshaw insistent. Wright rajoute « E.A. fait les choses ou ne les fait pas, mais ne les fait pas à moitié ». Le jeu est alors renommé et devient The Sims, en référence aux petits personnages de SimCity. Le cœur de cible des jeux vidéo de l'époque, les adolescents, n'est pas atteint avec un nom aussi féminin que Dollhouse.

### Conception et débats moraux

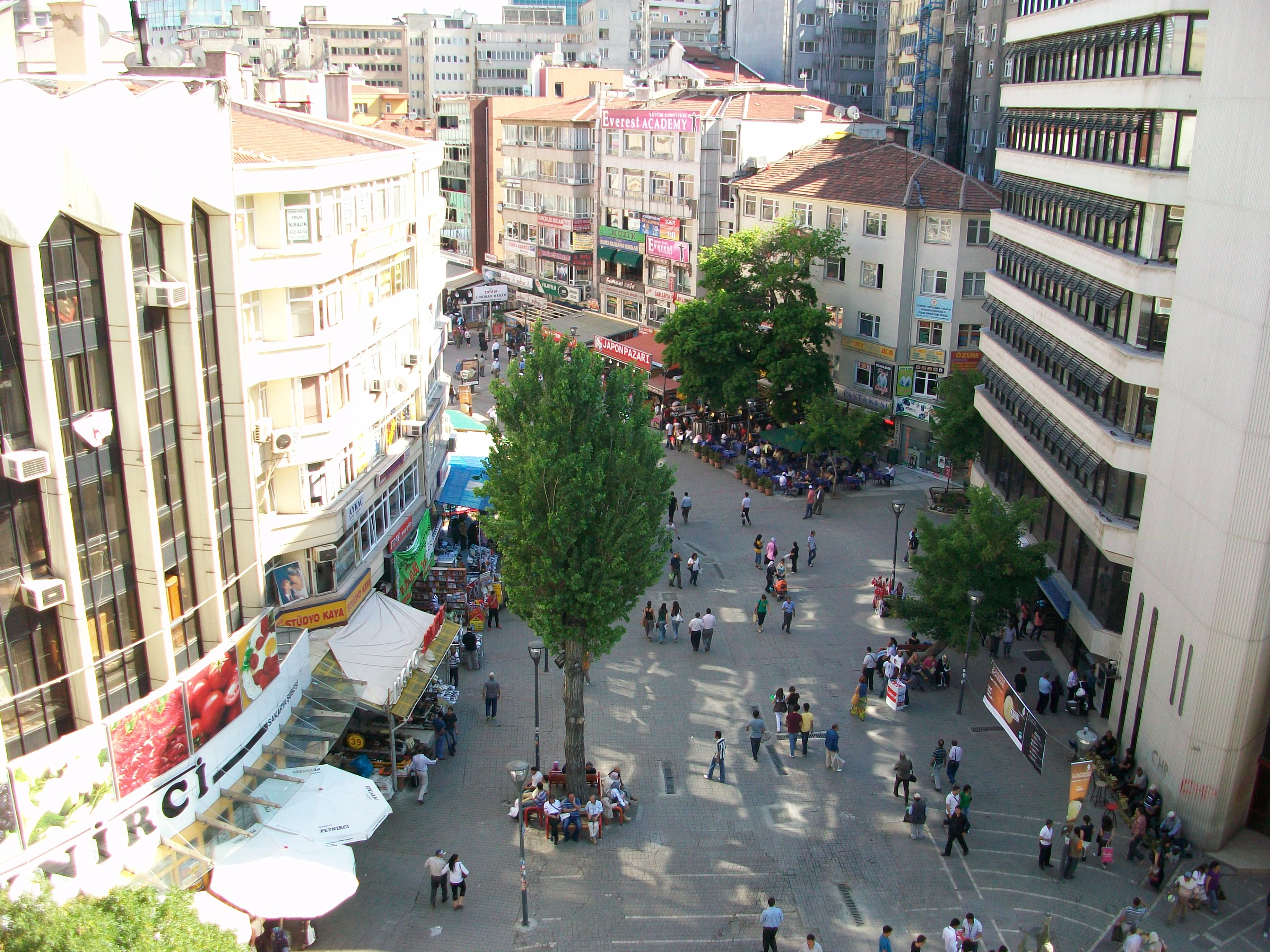
Durant le développement, Will Wright rappelle constamment à ses développeurs que le jeu doit simuler une vue, comme si une personne, depuis un balcon situé à quelques mètres de hauteur, regardait les gens vivre dans une rue.

Wright veut créer un jeu de simulation qui, à travers sa conception, établit des relations humaines et des interactions interpersonnelles, un concept fondamental proposé par Alexander. Le livre de Scott McCloud Understanding Comics publié en 1993, devient également une influence importante dans la conception du jeu. L'ouvrage recommande une certaine collaboration entre concepteur et le public, et met en exergue la valeur de l'abstraction nécessaire pour intéresser un joueur ou un lecteur à une histoire. Wright prend conscience que son projet n'est qu'une caricature de la vie réelle. La simulation est sciemment gardée irréaliste pour permettre une réelle sensation de vie mais aussi pour préserver l'amusement. L'équipe comprend que ce concept doit s’acquitter d'une certaine abstraction. Wright estime que le niveau de détail nécessaire pour faire un jeu attractif correspond à quelqu'un qui regarderait depuis son balcon et observerait le déroulement de la vie dans la rue.
Dans cette optique, Wright choisit de créer une langue fictive, le simlish, plutôt que de réaliser un doublage en anglais ou toute autre langue. Le simlish est destiné à donner l'illusion d'une réalité plutôt que de créer un réel langage de communication, Wright souhaitant que le joueur puisse s'imaginer les actions des Sims plutôt que de réagir à des informations qu'on lui aurait fournies. L'intelligence artificielle du jeu, de plus, serait incapable de gérer des conversations ou des réactions crédibles dans des dialogues : l'utilisation d'une langue fictive facilite donc le développement des Sims. Au début, il veut enregistrer les discussions dans une langue différente de l'anglais. Il commence avec l'ukrainien, puisque certains développeurs de Maxis viennent d'Ukraine, mais le langage est « trop manifestement slave ». Il se penche ensuite sur le navajo, mais ne trouve pas de doubleurs dans cette langue. L'estonien est beaucoup plus intéressant selon lui, mais il ne trouve qu'un seul doubleur. Il rencontre enfin deux improvisateurs, qui développent un langage qui « sonne comme une vraie langue mais n'en est pas une ».
L'équipe doit faire face à des choix sensibles relatifs à l'éthique et la morale. Elle a rédigé une liste de sujets sensibles, comme l'homosexualité, la violence domestique, les abus sur les enfants ou encore la pédophilie. Pour chaque problème, l'équipe tente d'imaginer la limite de l'acceptable et essaie ainsi de trouver un équilibre. Certains sujets s'avèrent complexes et l'équipe décide de ne pas les aborder, en particulier la pédophilie. D'autres nécessitent des ajustements, comme la violence domestique. Dans le jeu, un Sims pouvait donner une gifle un autre personnage, mais l'équipe était mal à l'aise avec cette action et a modifié le comportement pour atténuer la violence entre homme et femme, et plutôt conserver ces actions pour les conflits entre hommes. Un débat a lieu sur l'autorisation ou non des relations entre Sims de même sexe dans le jeu. Electronic Arts n'aimant pas l'idée de départ, certains membres de l'équipe jugent qu'il s'agit d'une prise de risques inutile. Après plusieurs mois de débats, l'équipe de développement choisit enfin de ne pas intégrer ces relations au jeu. En octobre 1998, un nouveau développeur, Barrett, rejoint l'équipe, et son superviseur, Jamie Doornbos, part en vacances. Pour occuper le nouvel employé, on lui donne un document de travail, qui n'est pas à jour et n'inclut pas cette décision. Barrett s'exécute et avance très rapidement : le système entier d'interactions est mis en place au retour de Doornbos, et personne ne souhaite recommencer l'opération. Le changement est par ailleurs apprécié par Wright, ravi de voir les relations homosexuelles revenir dans le jeu.

### Technique et dernier test
Le jeu est construit avec un assortiment de techniques 2D et 3D. Les Sims sont en trois dimensions, tandis que la maison et tous ses objets ont une forme prédéfinie qu'on place seulement dans une certaine perspective,. Tout comme les objets et l'architecture sont en deux dimensions pour être moins gourmands en ressources, Wright ne choisit que cinq traits de caractères personnalisables pour les personnages en raison de limitations techniques et de contraintes de temps. Wright précise que l'utilité des objets est prépondérante dans le jeu, puisqu'ils influent directement sur la satisfaction des personnages.
Wright teste onze interfaces différentes avant d'en choisir une définitive. Maxis organise des kleenex meetings réguliers, où un groupe de joueurs est invité pour une seule session de jeu, durant lesquelles les difficultés qu'ils rencontrent peuvent être relevées. Barthelet ouvre systématiquement le jeu en prenant l'avion, afin de susciter la curiosité de la personne à côté de lui et de voir quelles sont ses réactions. Maxis décide de ne pas sortir le jeu dès qu'il est prêt et passe près d'un an à mettre au point et finaliser l'aspect extensibilité, apporté par les extensions.
Le jeu est annoncé publiquement par Maxis le 4 mai 1999, mais il est convenu que le développement sera interrompu si le jeu ne convainc pas à l'E3 1999. E.A. n'apporte aucune aide aux développeurs et leur fournit un stand dans un coin reculé, sans même passer leur bande-annonce avec les autres sur le grand écran de la convention. Les développeurs ont créé une démo du jeu avec trois scènes, et une d'entre elles est un mariage entre deux Sims. Manquant de temps pour développer, Barrett ne prévoit pas de scénario particulier. Dans la scène de mariage projetée pour la presse, deux femmes s'embrassent à l'occasion de leur mariage. Cette scène attire toute l'attention médiatique à l'E3.

## Bande-son

Logo The Sims: Original Video Game Soundtrack.

La bande originale du jeu est composée par Jerry Martin, Marc Russo, Kirk R. Casey, et Dix Bruce. Le jeu contient plusieurs dizaines de pistes audio instrumentales, et quelques-unes incluent des paroles en Simlish. Les bruitages ressemblent beaucoup à ce qu'on peut entendre dans la vraie vie. Ainsi, les Sims grognent ou ronflent de façon réaliste, et les bruits d'ambiance de maison, comme les cafetières, les toilettes, les bruits d'ordinateurs ou les sons des programmes diffusés à la télévision dans le jeu le sont également (horreur, romance, action et dessins animés). Les musiques du jeu sont jouées quand un Sim met la radio, permettant de jouer un panel de 23 chansons allant de la musique latine, le classique, la country, et le rock. Chaque Sim parle également le langage Simlish, une sorte de mélange incompréhensible de langues latines. Le jeu permet enfin de mettre ses propres morceaux musicaux en format mp3 dans un dossier dédié, puis de les faire jouer en les sélectionnant dans le menu des objets musicaux. La bande-son est appréciée par les critiques, qui font l'éloge de son effet relaxant et de sa qualité musicale.
Dès février 2000, deux versions d'une bande originale composée respectivement de 16 et 17 pistes sont publiées en accompagnement de magazines de presse spécialisée,. Une bande originale intitulée The Sims: Original Video Game Soundtrack commercialisée en 2007 regroupe 15 titres musicaux et sonores. Plusieurs extensions bénéficient plus tard de bandes originales commercialisées à part, telles que Surprise-partie, Et plus si affinités…, En vacances, Entre chiens et chats ou Superstar,,,,.

## Commercialisation

### Version originale surWindows
Le chef du marketing, Luc Barthelet, décide dès le développement de construire une véritable communauté autour des Sims. Maxis publie des dossiers de presse et fournit des versions préliminaires du jeu à la presse spécialisée afin de couvrir la sortie et de tester le jeu en avant-première. Par exemple, GameSpot publie en juin 1999 un dossier sur le making-of du jeu et réalise une preview des Sims,. Huit mois avant le lancement des Sims, le studio envoie un message électronique à tous les animateurs de communautés en ligne de Sim City, et organise des événements en partenariat avec eux. Deux mois avant la sortie du jeu, les développeurs lancent des événements webcam, où ils jouent aux Sims devant une caméra et ouvrent une salle de discussion en ligne : les gens leur posent des questions du genre « peut-il faire ceci ? » et les développeurs s'exécutent. L'espace Sims Exchange, disponible sur le site web officiel du jeu, met en relation les membres de la communauté, qui peuvent y ajouter des informations sur les familles qu'ils ont créées et créer un album photo d'images tirées du jeu. Tout un écosystème d'histoires illustrées par ces albums photos se développe au sein de la communauté, par exemple avec le Ventura Family Album, l'histoire d'une femme qui fait face à son mari violent.
Le jeu sort le 4 février 2000 aux États-Unis et en Europe à partir de cette date et en Corée du Sud, où il est nommé Simji (hangeul : 심즈). Il sort le 1er mars 2000 en Espagne sous le titre Los Sims. D'autres pays ne reçoivent pas le jeu immédiatement. En Russie, le jeu sort en anglais directement en Deluxe Edition. Au Japon, il sort le 27 février 2003 sous le titre SimPeople (シムピープル) pour suivre le schéma de nommage des jeux de simulation de Maxis, et en incluant les trois premières extensions. En 2003, le jeu est commercialisé à travers la planète en 13 langues.
Un correctif est publié en mai 2000, et corrige en particulier un bug (quand un Sim est propriétaire d'un cochon d'Inde, celui-ci le mord, ce qui le fait mourir systématiquement d'une maladie),.

### Portage sur Mac OS et Linux
Le 30 juillet 2000, le jeu est édité pour Mac OS par Aspyr,.
Fin 2001, une version spéciale du système d'exploitation Mandrake Linux orientée vers la prise en charge du jeu vidéo, intitulée Mandrake Linux Gaming Edition featuring The Sims, est commercialisée (Mandrake Linux 8.1 Gaming Edition). Elle permet de jouer à la version Windows des Sims sur Linux. Ce portage est fait à l'aide de l'émulateur WineX de Transgaming. Les extensions ne fonctionnent pas sous Linux,,,.

### Portage sur consoles
Le portage du jeu Les Sims est annoncé le 20 mai 2002 sur PlayStation 2. Il est entièrement en trois dimensions. Le jeu est tout d'abord annoncé pour début novembre 2002, mais la réalisation prend du retard. Il est publié le 15 janvier 2003 aux États-Unis, le 30 janvier en Europe et le 29 mai au Japon. Les Sims sort sur Xbox le 24 mars 2003 et sur GameCube le 25 mars 2003.
Sur console, le système de jeu ne change pas. Certaines améliorations sont cependant apportées, en particulier le passage à la 3D pour l'ensemble des éléments graphiques. Les Sims peuvent être beaucoup plus personnalisés à leur création et un mode histoire est ajouté.

## Accueil

### Réception

#### Critiques de la versionWindows
La version originale des Sims sortie sur PC est très bien accueillie par la presse spécialisée. La moyenne des notes compilées par Metacritic est de 92 %.
Les points forts du jeu selon les critiques sont généralement son originalité, son sens de l'innovation et la liberté totale laissée au joueur,. Les possibilités de personnalisation de la maison sont généralement considérées comme satisfaisantes, sauf chez IGN et Edge,. Un autre point fort évoqué est la bande-son du jeu,. IGN ajoute que « le simulateur est tellement intéressant [...] qu'il pourrait nous inventer une nouvelle religion ».
La presse spécialisée s'intéresse de très près aux Sims eux-mêmes, et les avis divergent à ce sujet. Si pour certains, il s'agit d'une prouesse technique de réalisme, IGN les qualifie de simples mais charmants.
D'autres points négatifs soulevés sont l'absence de vieillissement des personnages, les graphismes « vieillots » voire « primitifs », et la gourmandise du jeu en ressources sur les ordinateurs à basse capacité,.

#### Critiques de la version Mac
La version Macintosh est également plutôt bien accueillie,,,.
Le magazine À Vos Macs qualifie Les Sims de « mieux qu'un tamagoshi ». Il évoque en particulier la simplicité de l'interface et les possibilités quasi-infinies du jeu, en l'absence de scénario prédéfini. Le magazine rajoute que c'est finalement le mode de vie américain qui est simulé, avec une nécessité de réussite à tout prix.
Dans Inside Mac Games, le jeu est qualifié de « divertissement souple et addictif qu'on ne peut pas vraiment qualifier de jeu ». Le site remarque cependant que la façon dont le jeu est conçu « montre bien qu'on ne peut pas tout faire en un jour, [ce qui] est un des plus gros défauts du jeu ». Dans l'ensemble, Inside Mac Games brosse un portrait positif du jeu grâce à son expérience unique et à sa souplesse, à ses animations de qualité et à son excellent doublage. Le site déplore cependant l'absence de variété ou d'objectifs, qui peut rapidement lasser, et le manque de variété dans les décors, en particulier si on prend en compte les add-ons permettant la personnalisation sous Windows.
De son côté, MacWorld qualifie le jeu d'addictif et amusant, et loue les effets sonores du jeu, mais se plaint de l'impossibilité pour les Sims enfants de devenir adultes et pour le joueur de sortir de son quartier.

#### Critiques de la versionPlayStation2
Le portage du jeu Les Sims sur PlayStation 2 obtient un accueil positif, avec en particulier une note élevée sur IGN et Jeuxvideo.com. La moyenne des notes compilées par Metacritic est de 81,05 %.
D'après plusieurs critiques, l'avantage principal de cette version est l'introduction du mode histoire,. Le système de jeu « agréable » pousse IGN à faire remarquer que le joueur peut presque croire que le jeu est développé sur cette plate-forme.
Cependant, plusieurs journaux spécialisés critiquent le « rythme de jeu lent » et le « peu d'action ». Une fois encore, les graphismes du jeu sont très critiqués pour leur « qualité médiocre ».

#### Critiques de la version Xbox
La version Xbox des Sims est bien accueillie par la presse spécialisée. La moyenne des notes compilées par Metacritic est de 81,53 %.
IGN fait remarquer que le jeu sur Xbox est complètement repris, avec des personnages entièrement en 3D. Le jeu inclut deux modes : le mode traditionnel disponible sur PC et le mode Histoire créé pour la première fois sur PlayStation 2. Le point fort principal du jeu sur Xbox est son mode multijoueur, qui permet de s'associer à une autre personne pour compléter des mini-jeux et pour faire vivre les familles de Sims avec un écran divisé en deux parties,.
Jeuxvideo.com exprime une certaine déception face au manque d'amélioration de l'intelligence artificielle, ce qui force le joueur à toujours vérifier d'aussi près les actions de ses personnages.

#### Critiques de la versionGameCube
Sur GameCube, Les Sims est bien accueilli par la presse spécialisée. La moyenne des notes compilées par Metacritic est de 85,80 %.
Le portage du jeu sur GameCube est généralement considéré comme très simple à prendre en main grâce au bon choix des boutons à utiliser par les développeurs de Maxis. Pour IGN, l'interface « est très fluide et ne frustre jamais ».
Jeuxvideo.com remarque cependant le manque d'amélioration de l'intelligence artificielle des personnages, comme sur les autres consoles. De même, quand un joueur zoome sur une action particulière, l'image peut être d'assez mauvaise qualité et s'accompagner d'un léger ralentissement de la vidéo.

### Prix et distinctions
Lors de la Game Developers Conference de 2001, Les Sims reçoit un Game Developers Choice Award du jeu de l'année.
Les Sims est qualifié de « première simulation de famille au monde » par le site Jeuxvideo.com. En 2001, IGN lui donne le prix de meilleure simulation. Game Informer le place en 80e position de sa liste des 100 meilleurs jeux vidéo de tous les temps en 2001. En août 2016, Time le place en 31e position de sa liste des 50 meilleurs jeux vidéo de tous les temps. Le 4 janvier 2001, GameSpot nomme Les Sims jeu de l'année.
En novembre 2012, le Museum of Modern Art ajoute quatorze jeux vidéo à sa collection, dont Les Sims. En mai 2016, le Musée national Strong du jeu vidéo ajoute six jeux vidéo à son Hall of Fame, dont Les Sims.

### Ventes
Pendant presque deux ans, Les Sims présente des ventes record,,,,,,,,,. En janvier 2001, 3 millions de copies du jeu ont déjà été vendues, ce qui en fait le jeu le plus vendu de l'année 2000. Le 22 mars 2001, avec 6,3 millions de copies, Les Sims dépasse Myst et devient le jeu pour ordinateur le plus vendu de tous les temps. En 2002, le jeu apparaît encore plusieurs fois en première place des ventes,.
Le jeu est reconnu en particulier pour sa capacité à s'éloigner du noyau dur des joueurs de jeu vidéo, les garçons, pour intéresser les filles et les femmes et faire fortement augmenter le public des Sims. En effet, les femmes représentent presque 60 % des joueurs, en particulier les filles de 13 à 19 ans. Les développeurs affirment avoir vu un certain nombre de joueurs habitués acheter le jeu, y jouer un peu, puis l'offrir à leur petite amie ou petite sœur quand ils s'en lassent.
Avec plusieurs années de recul, Will Wright affirme : « J'étais assez surpris, en fait. Je m'étais dit que Les Sims serait un gros succès ou un énorme échec, et je n'ai jamais pensé que ce serait quelque part entre les deux. L'idée était vraiment d'amener les joueurs à voir ce jeu comme un jeu où l'on est créatif, où l'on explore, et pas tellement un jeu où il faut gagner ».

## Postérité

### Jeu vidéo

#### Extensions
Les Sims est complété par sept extensions thématiques éditées à un rythme soutenu entre 2000 et 2003 sur PC et Mac (porté sur cette plate-forme par Aspyr). Aucune d'entre elles ne bouleverse réellement le gameplay, mais toutes apportent un certain nombre de nouveautés au moins en termes d'objets disponibles,.
La première extension, Les Sims : Ça vous change la vie (en anglais The Sims: Livin' Large aux États-Unis et The Sims: Livin'it up en Europe), sort fin août 2000 en Amérique du Nord et début septembre 2000 en Europe sur PC et Mac. Cette extension procure de nouveaux objets et de nouveaux métiers. Elle ajoute également de nouveaux personnages comme le clown tragique ou le chasseur de clown, mais n'apporte aucune modification du gameplay. L'accueil est plutôt favorable, malgré des critiques sur le manque d'innovation,,,. Sur Metacritic, Les Sims : Ça vous change la vie obtient fin 2017 une moyenne de notes de 82 % avec 23 critiques.
La deuxième extension, Les Sims : Surprise-partie (The Sims: House party en anglais), est éditée le 28 mars 2001 aux États-Unis et le 3 avril 2001 en Europe sur PC et Mac. Cette extension permet aux Sims d'organiser des fêtes chez eux et amène également de nouveaux objets et de nouvelles professions. Elle reçoit un accueil plus mitigé, quoique généralement positif,,,. Sur Metacritic, Les Sims : Surprise-partie obtient fin 2017 une moyenne de notes de 74 % avec 17 critiques.
L'extension Les Sims : Et plus si affinités… (The Sims: Hot Date en anglais), troisième du nom, est éditée le 13 novembre 2001 aux États-Unis et le 22 novembre 2001 en Europe sur PC et Mac. Elle permet aux personnages de partir en ville et acheter des objets ou de sortir en amoureux. L'accueil est très positif,,,. Sur Metacritic, Les Sims : Et plus si affinités… obtient fin 2017 une moyenne de notes de 85 % avec 17 critiques.
La quatrième extension, Les Sims : En vacances (The Sims: Vacation en anglais) sort sur PC et Mac le 26 mars 2002 aux États-Unis et le 11 avril 2002 en Europe. Elle permet de partir sur l'Île des vacances, où les Sims peuvent passer leurs congés en forêt, à la neige ou au bord de la mer. À l'instar des autres extensions, celle-ci rajoute également des nouveaux objets, personnages et fonctionnalités relatives au thème des vacances. L'accueil reste relativement bon malgré le constat que l'extension ne résout pas les problèmes de moteur de jeu ni les ralentissements de la caméra inhérents au jeu original,,,. Sur Metacritic, Les Sims : En vacances obtient fin 2017 une moyenne de notes de 75 % avec 18 critiques.
Les Sims : Entre chiens et chats (The Sims: Unleashed en anglais) est la cinquième extension éditée sur PC et Mac le 23 septembre 2002 aux États-Unis et le 3 octobre 2002 en Europe. Elle permet d'adopter divers animaux. Cette extension est bien accueillie et obtient de bonnes notes de la part de la presse spécialisée, qui considère que l'ajout des animaux dans le jeu est bien réalisé. Cependant, les critiques relèvent le peu d'apport et estime l'extension plutôt destinée aux grands fans du jeu jouant encore aux Sims en 2002,,,. Sur Metacritic, Les Sims : Entre chiens et chats obtient fin 2017 une moyenne de notes de 79 % avec 21 critiques.
La sixième extension, Les Sims : Superstar (The Sims: Superstar en anglais) sort sur PC et Mac le 26 mars 2002 aux États-Unis et le 22 mai 2003 en Europe. Elle offre la possibilité de devenir des stars de la chanson, du cinéma ou de la mode en se rendant dans le « Hollywood Sims » appelé Studio City. L'accueil est très positif, l'extension étant considérée comme la meilleure existante et celle offrant le plus de contenu,,,. Sur Metacritic, Les Sims : Superstar obtient fin 2017 une moyenne de notes de 79 % avec 20 critiques.
La septième et dernière extension baptisée Les Sims : Abracadabra (The Sims: Makin' Magic en anglais) sort sur PC et Mac le 26 mars 2002 aux États-Unis et le 30 octobre 2003 en Europe. Elle introduit la magie dans la vie des Sims. Abracadabra est bien accueilli, proposant un des plus gros contenus des extensions. Certaines critiques estiment que le filon est désormais un peu trop exploité et qu'Abracadabra est avant tout destiné aux fidèles. Cependant, la manière dont la magie est ajoutée à l'univers du jeu reste appréciée,,,. Sur Metacritic, Les Sims : Abracadabra obtient fin 2017 une moyenne de notes de 80 % avec 22 critiques.
Ces extensions sont aussi commercialisées sans le jeu, dans des compilations, en 2005. En mars 2005, The Sims: Expansion Collection - Volume One, Volume Two, et Volume Three contiennent respectivement Surprise-partie et Entre chiens et chats (Volume One), Et plus si affinités… et Abracadabra (Volume Two), En vacances et Superstar (Volume Three),,. En novembre 2005, The Sims: Expansion Three-Pack - Volume One et Volume Two contiennent respectivement Surprise-partie, Entre chiens et chats et Superstar (Volume One), Et plus si affinités…, En vacances et Abracadabra (Volume Two),.

#### Compilations
Le 23 mars 2001, The Sims & The Sims: Livin'it Up: Collector's Edition sort en Europe, contenant Les Sims et l'extension Ça vous change la vie.
La compilation Les Sims: Deluxe Edition (The Sims: Deluxe) sortie en 2002, regroupe Les Sims et Ça vous change la vie (Livin'it up), et y ajoute du contenu exclusif. Elle reçoit également un accueil positif,. The Sims: Super Deluxe sort à l'automne 2002 dans la plupart des pays d'Europe. Il inclut le jeu original, l'extension Ça vous change la vie, Surprise-partie et des bonus comme The Sims Creator (un éditeur qui permet de créer des vêtements personnalisés pour les Sims) et du contenu exclusif (25 objets et 50 vêtements environ). En Russie, le jeu sort en anglais directement dans la Deluxe Edition. The Sims: Double Deluxe sort en Europe et aux États-Unis en octobre 2003. Il inclut le contenu de la Deluxe Edition et ses bonus, ainsi que l'extension Surprise-partie et du contenu inédit. Les Sims: Triple Deluxe, qui rajoute l'extension En Vacances, sort courant 2004. Les Sims Mega Deluxe sort en mai 2004 aux États-Unis et ajoute Et plus si affinités.
Au Japon, le jeu sort le 27 février 2003 sous le titre SimPeople (シムピープル) pour suivre le schéma de nommage des jeux de simulation de Maxis, et il inclut les trois premières extensions. Fin 2003, une nouvelle compilation intitulée SimPeople: Complete Version 2 sort sur l'archipel et inclut le jeu principal ainsi que toutes les extensions jusqu'à Entre Chiens et Chats. Fin 2004, une dernière compilation intitulée SimPeople: Complete Version 3 inclut le jeu original et ses sept extensions.
Le coffret Les Sims : L'intégrale paraît fin 2005 (The Sims Complete Collection en anglais), qui comporte le jeu original et ses sept extensions. Elle inclut le jeu original, tous les bonus des éditions Deluxe, et les sept extensions du jeu.
The Sims: Full House sort en Australie et Nouvelle-Zélande en juillet 2005. Il inclut le même contenu que la compilation Complete Collection, ainsi qu'un CD-ROM de démo jouable des Sims 2.
Sur Mac OS X, The Sims Party Pack sort le 30 août 2004 et permet de jouer au jeu principal agrémenté de trois extensions : Ça vous change la vie, Surprise Partie et Et plus si affinités.
Les extensions ont également été commercialisées sans le jeu, dans des compilations, durant l'année 2005. Mi-mars sortent The Sims: Expansion Collection - Volume One, Volume Two, et Volume Three, qui contiennent respectivement Surprise-partie et Entre chiens et chats (Volume One), Et plus si affinités… et Abracadabra (Volume Two), En vacances et Superstar (Volume Three),,. En novembre 2005 sortent The Sims: Expansion Three-Pack - Volume One et Volume Two, qui comportent respectivement Surprise-partie, Entre chiens et chats et Superstar (Volume One) ainsi que Et plus si affinités…, En vacances et Abracadabra (Volume Two),.

#### Les SimsOnline
En mars 2001, Maxis annonce Les Sims Online (The Sims Online), une version multijoueur en ligne des Sims, dans lequel le joueur peut interagir avec les personnages d'autres joueurs dans le mode temps réel. Le jeu est identique à l'original en dehors de cet élément multijoueur. Maxis se concentre sur le marché sud-coréen, où Internet est très répandu et les jeux en ligne sont déjà populaires. Le jeu sort le 17 décembre 2002 aux États-Unis et le 26 décembre au Japon. Les joueurs doivent faire l'acquisition du CD-ROM d'installation, mais en plus payer un abonnement mensuel.
Dès sa publication, le jeu reçoit des avis partagés de la part de la presse spécialisée,,. Contrairement aux attentes de l'éditeur, les ventes sont très basses, avec 82 000 joueurs inscrits le 30 janvier 2003 au lieu des 200 000 prévus. Electronic Arts baisse alors le prix de vente du jeu de 20 %. En 2007, le projet est renommé EA-Land dans une dernière tentative de redynamisation de l'audience. Cette nouvelle mouture offre la possibilité de posséder plusieurs Sims dans la même ville et d'accueillir plus de personnes dans la même maison. Néanmoins, début 2008, Jeuxvideo.com en exergue que le jeu n'a pas rencontré le succès escompté par Electronic Arts et Maxis, et en avril 2008, les serveurs de jeu sont stoppés et le projet est abandonné,

#### Suites
Le succès planétaire du jeu Les Sims ouvre la voie à une très prolifique série de jeux vidéo, à des jeux dérivés, ainsi qu'à différentes déclinaisons. La série compte des millions d’exemplaires vendus à travers le monde. Les Sims 2 sort en septembre 2004 dans le monde entier. Les principales nouveautés sont l'ADN, les aspirations de vie, ainsi qu'un vieillissement des personnages. Le jeu est en trois dimensions. Le jeu est un succès tant critique que commercial,,,. Les Sims 3 sort le 4 juin 2009 en Europe. Les changements notables par rapport aux deux précédents opus sont l'ouverture du quartier et la possibilité de personnaliser les textures des objets, des sols et des murs. Le jeu est également un succès commercial et obtient un bon accueil de la part de la presse spécialisée,,,. Les Sims 4 sort le 4 septembre 2014 en Europe. Contrairement à ses prédécesseurs, le jeu obtient un accueil plutôt mitigé de la part des critiques, reprochant principalement la disparition du monde ouvert et un manque de contenus ressenti comme une certaine régression par rapport à l'opus précédent, Les Sims 3. Le jeu reste cependant un succès commercial,,,.

### Cinéma
En 2007, un film basé sur Les Sims est annoncé. Le 25 mai 2007, les droits sont achetés par la 20th Century Fox. Le scénario doit être écrit par Brian Lynch et le film produit par John Davis.
En 2008, le scénario du film est décrit : un jeune homme et deux adolescents de seize et quatorze ans tombent sur un Sims Infinity Pack. Ils découvrent qu'ils peuvent scanner leur monde pour y jouer comme dans le jeu Les Sims. Ils se rendent alors compte que le jeu a un impact dans leur vie réelle. Voulant améliorer leur existence, ils essaient d'utiliser le jeu à cette fin, mais tout se passe mal. Ce scénario reçoit des critiques très négatives de la part des médias,. Le projet est ensuite abandonné.

### Dans la culture populaire

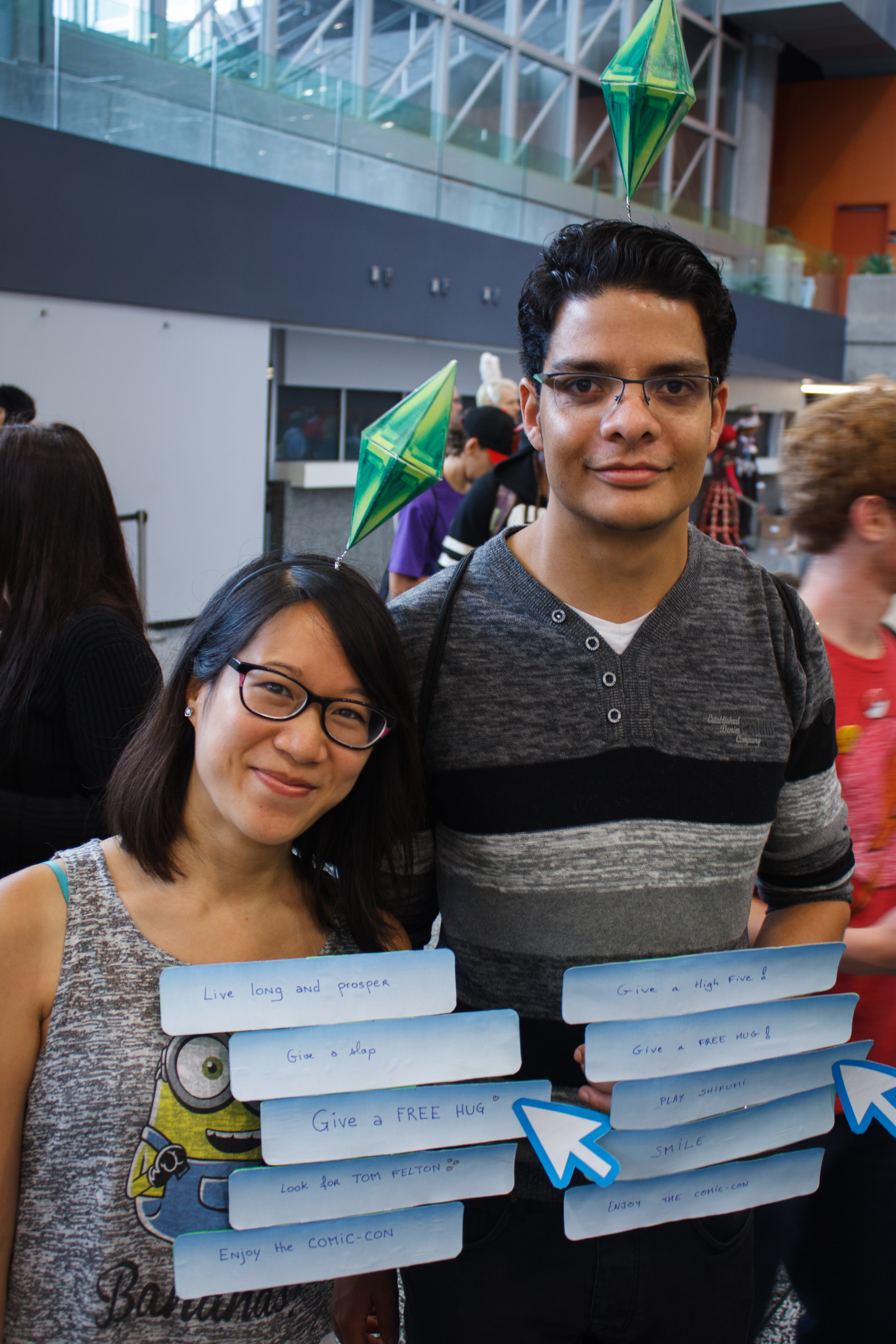
Deux personnes en cosplay de Sims au Comiccon de Montréal en 2016.

En novembre 2005, La Poste effectue un tirage de 3 millions de timbres à l'effigie des Sims dans le cadre d'une série sur les héros de jeux vidéo. En mars 2015, Ikea ajoute des faux jeux vidéo dans ses étagères de démonstration en magasin afin de les enjoliver, dont une boîte portant le titre de The Pimps parodiant visuellement le boîtier du jeu Les Sims.
Dans l'épisode L'entraîneur de la série Malcolm diffusé pour la première fois en 2002, Malcolm devient obsédé par un jeu vidéo baptisé Les Virtuels (The Virts dans la version originale) qui consiste à créer une famille virtuelle et la voir évoluer. Alors qu’il avait configuré les traits de sa famille virtuelle (intelligence, agressivité, etc.) pour que son double virtuel soit le personnage qui tire son épingle du jeu, les choses ne se déroulent pas du tout comme il l’avait imaginé car, quoi qu’il fasse, toute la famille nage dans le bonheur excepté lui.
En 2003, l'autrice Chloé Delaume publie un roman intitulé Corpus Simsi. Incarnation virtuellement temporaire.

### Art
En 2000, l'artiste Jon Haddock présente une collection d'images intitulée Screenshots à la galerie d'art expérimental de l'Université de l'Arizona. Les œuvres qu'il y présente sont créées sous Adobe Photoshop et en 3D isométrique et représentent des événements historiques comme l'assassinat de Martin Luther King. Jon Haddock les présente comme fortement influencées par les jeux vidéo et en particulier Les Sims,.

### Intérêt scientifique
Une étude sur les comportements féminins dans le jeu vidéo montre que les femmes seraient intéressées en particulier par un jeu qui implique des relations sociales entre les personnages et par la possibilité de suivre des chemins alternatifs plutôt que de suivre un scénario précis. L'idée de réalisme et celle de non-violence seraient également des facteurs clés pour intéresser les joueuses à un jeu. De même, cette étude montre l'importance d'une représentation féminine grâce à plusieurs jeux, en particulier Arcanum : Engrenages et Sortilèges, pour faire jouer les femmes. Elle souligne que dans Les Sims, on peut jouer autant de femmes que d'hommes. Ceci serait la raison de la popularité du jeu auprès du public féminin.
La fonctionnalité de décoration de maison a donné cours à une étude sur la sociologie du design d'intérieur. Pendant les quelques années qui suivent la sortie du jeu aux États-Unis, une hausse de l'intérêt populaire pour l'architecture d'intérieur est observable, avec quatre adolescents sur dix demandant en un été à changer la décoration de leur chambre. Pour l'auteur de l'étude, Les Sims est l'occasion pour les joueurs de créer leur intérieur idéal sans limitation d'argent, et démocratise en conséquence cette idée dans la vie réelle. On trouve aussi des analyses sur le consumérisme autour duquel est construit l'univers du jeu.
Le jeu a aussi été utilisé comme support pour l'enseignement assisté par ordinateur appliqué à l'apprentissage des langues.
Michaël Stora, psychologue et psychanalyste, utilise les Sims dans le cadre de ses thérapies.

### Source primaire
1. 1 2 3 4 5 6 7 8 9 10 11 12 13 14  Maxis. Les Sims (PC). Electronic Arts. Février 2000.